# 綠色犬牙石首魚
綠色犬牙石首魚為輻鰭魚綱鱸形目鱸亞目石首魚科的其中一種，分布於西南大西洋區，從巴西南部至阿根廷中部海域，棲息深度6-70公尺，本魚體上半部灰色到棕色，下半部銀色，背鰭灰色，其棘突部分具黑邊，胸鰭、腹鰭和臀鰭淡黃色至橙，尾鰭暗色。內口橙色，嘴大，具明顯的斜肌，上顎具大型犬齒狀的牙齒，下巴沒有觸鬚或毛孔，體長可達115公分，棲息在沿海、河口沙底質水域，可做為食用魚。